# Пети конгрес на Македонската патриотична организация
Петият конгрес на Македонските политически организации (МПО) се провежда от 6 до 9 септември 1926 година в Стийлтън или Харисбърг, Пенсилвания, САЩ. Избран е Централен комитет в състав Пандил Шанев (председател), Гел Сърбинов и Лабро Киселинчев (подпредседатели), Йордан Чкатров (секретар), Таше Попчев (касиер), Никола Митров и Кирил Чалев (съветници). В контролната комисия влизат Стоян Георгиев, Симо Божинов и Георги Боршов. То излиза с декларации и резолюции против потискането на българите в Сърбия и Гърция.
Взето е решение да започне издаването на печатния орган на МПО вестник „Македонска трибуна“, който започва да излиза от 10 февруари 1927 година в Индианаполис. За главен редактор е определен Борис Зографов, който трябва да пристигне скоро след това от България.